# BSA Model E-serie
De BSA Model E-serie was een serie motorfietsen die het Britse merk BSA uit Birmingham produceerde van 1920 tot 1931. 

## Voorgeschiedenis
BSA was ontstaan door een samenwerkingsverband van wapensmeden in Birmingham (de Birmingham Small Arms Trade Association). Omdat de meeste opdrachten voor wapens naar Britse staatsbedrijven gingen was men al begonnen met de productie van fietsen, waarvoor BSA Cycles Ltd. werd opgericht. Daar produceerde men aanvankelijk framedelen waardoor fietsen konden worden uitgerust met inbouwmotoren van het "Minerva-type". Ook met de productie van BSA-auto's was een begin gemaakt. In 1910 nam men twee belangrijke besluiten: om de autoproductie op te voeren werd de Daimler Company Limited overgenomen en toen begon men ook met de productie van 500cc-motorfietsen van de 3½ HP-serie. Dit waren zeer eenvoudige modellen zonder versnellingsbak en met riemaandrijving. Alleen het Model C had twee versnellingen dankzij een naafversnelling in het achterwiel. Om de toerrijders en vooral de zijspanrijders tegemoet te komen introduceerde men in 1914 de 557cc-modellen H en K. In de Eerste Wereldoorlog viel BSA terug op de fabricage van Lewis Guns, granaten en militaire voertuigen, hoewel er nog wel kleine aantallen motorfietsen geproduceerd werden, onder andere voor het Russische leger. Na de oorlog ging men zich meer op de motorfietsproductie richten. Ze werden geadverteerd als betaalbaar en betrouwbaar, want het waren qua prestaties "gemiddelde" motorfietsen, bedoeld voor normaal gebruik. BSA's waren toen al zeer gewild als zijspantrekker en men bouwde ook zelf bijpassende zijspannen. Er was een uitgebreid dealernetwerk, zelfs in de koloniën. 

## Model E 6 HP (De Luxe)
Hoewel het 6 HP-Model E in oktober 1919 werd gepresenteerd, was er al drie jaar ontwikkeling aan voorafgegaan. Het kwam pas in februari 1920 op de markt. Ook dit was een vrij conventionele motorfiets, hoewel de kettingaandrijving tamelijk modern was toen riemaandrijving nog gebruikelijk was. Toch was er veel aandacht besteed aan de gebruiks- en onderhoudsvriendelijkheid. Deze robuuste machine was in eerste instantie bedoeld als zijspantrekker en kostte £ 130. 

### Motor
De motor was een 770cc-50°-zijklep-V-twin met een fiscaal vermogen van 6 pk. Er was een oliepomp ingebouwd voor het total loss smeersysteem, maar voor noodgevallen was er ook nog een handpomp. Het starten gebeurde met een kickstarter. De kleppen waren onderling uitwisselbaar en hadden dus dezelfde diameter. Ze werden bediend door tuimelaars, een bij zijkleppers niet gebruikelijke methode. Een apart tandwiel dreef de oliepomp aan, maar via een kettinkje ook de ontstekingsmagneet. Klanten die kozen voor elektrische verlichting konden ook kiezen voor een magdyno. 

### Aandrijving
Om schokken in de aandrijving tegen te gaan zat er op het krukasuiteinde een door BSA zelf ontwikkelde transmissiedemper. De aandrijving gebeurde door een 7-plaats koppeling, drie versnellingen en kettingen voor de primaire en de secundaire aandrijving. Beide kettingen waren helemaal ingesloten in aluminium kettingkasten. De versnellingsbak was handgeschakeld waarbij het schakelquadrant rechts naast de tank zat.

### Rijwielgedeelte
Het frame was een gebruikelijk open buisframe met de motor als dragend deel. Men gebruikte nog dummy belt rim brakes op het voor- en achterwiel. De wielen waren snel uitneembaar en onderling verwisselbaar. Dat gold ook voor het zijspanwiel. In 1922 werd een iets lichter frame gebouwd waardoor de machine zowel voor solo- als zijspangebruik handzamer moest worden. De velgen waren geschikt voor Dunlop Heavy motorfietsbanden, maar ook voor Palmer-lichte autobanden (zijspangebruik). 

### Model E De Luxe en Model E Light
In 1925 veranderde de naam in Model E De Luxe en Model E Light. Er waren geen bijzondere wijzigingen, maar in 1927 werden de dummy belt rim brakes vervangen door trommelremmen. De De Luxe-versie had een dieper voorspatbord en een gesloten kettingkast. 

### E28, E 28 De Luxe, E29 en E29 De Luxe
Vanaf 1928 werd het jaartal toegevoegd aan het type. Zo werd het E28 en E28 De Luxe. In 1929 kreed de BSA E29 een moderne zadeltank, maar de voetschakeling en het schakelquadrant naast de tank bleven. Noodgedwongen verhuisde de motorolie naar een aparte olietank onder het zadel en werd een dry-sump-smeersysteem toegepast. Opmerkelijk genoeg behield de BSA E29 De Luxe zijn flattank met total loss smering. De BSA E29 kostte 58 pond en 15 shilling, de BSA E29 De Luxe kostte 65 pond. Voor beide modellen gold een meerprijs van 2 pond voor Lucas-acetyleneverlichting en van 5 pond voor een Lucas-magdyno met elektrische verlichting.

### E30-14, E31-11 2 Gallon en 3 Gallon
In 1930 veranderde de typebenaming opnieuw. Naast type en bouwjaar werd het nummer in de catalogus vermeld. De BSA E30 stond als veertiende in de catalogus en kreeg dus de naam E30-14. Het stond tussen de 500cc-kopklepper BSA S30-13 De Luxe en de 1.000cc-V-twin BSA G30-15. In 1931 stond het model als elfde in de catalogus en was het leverbaar met een 2 Gallon (9 liter) en van 3 Gallon (13,6 liter).

## Einde productie
Na 1931 stopte de productie van het 770cc-Model E. Groottoeristen en zijspanrijders hadden al in 1922 de beschikking gekregen over het 1.000cc-BSA Model F 8 HP dat vanaf 1925 werd opgevolgd door het vrijwel identieke Model G. De BSA Model G-serie bleef tot het uitbreken van de Tweede Wereldoorlog in productie. Na de oorlog kwamen de V-twins niet meer terug.

## Afbeeldingen

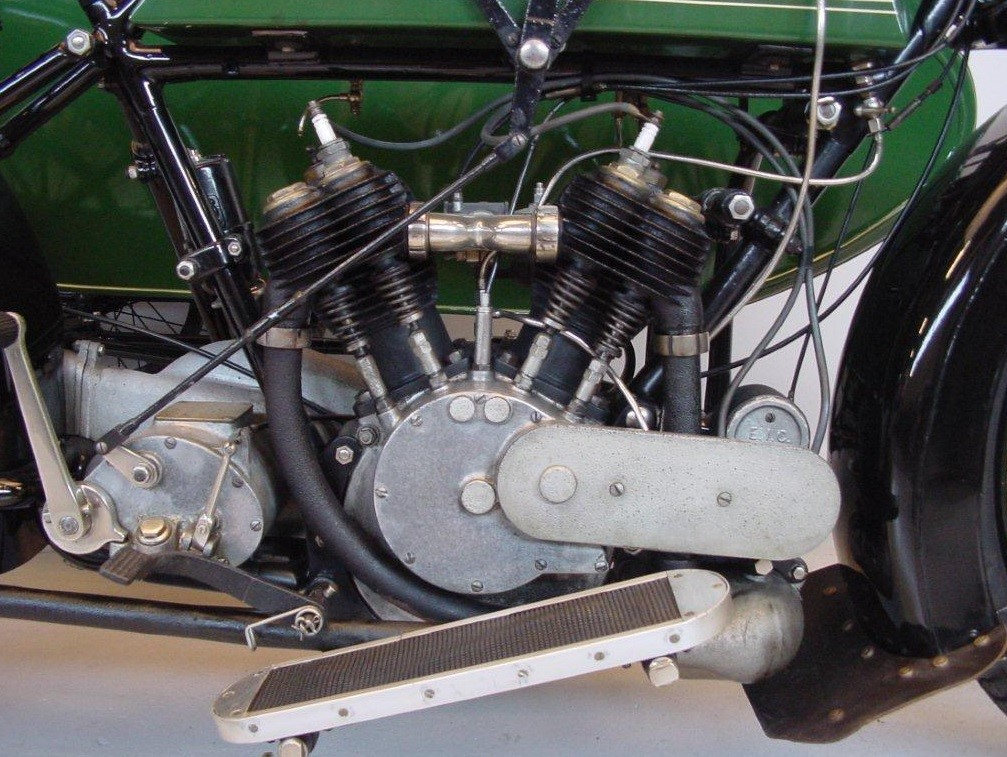
De rechterkant van de motor, met de zijkleppen, de aandrijving voor de ontstekingsmagneet en de handschakeling voor de drieversnellingsbak
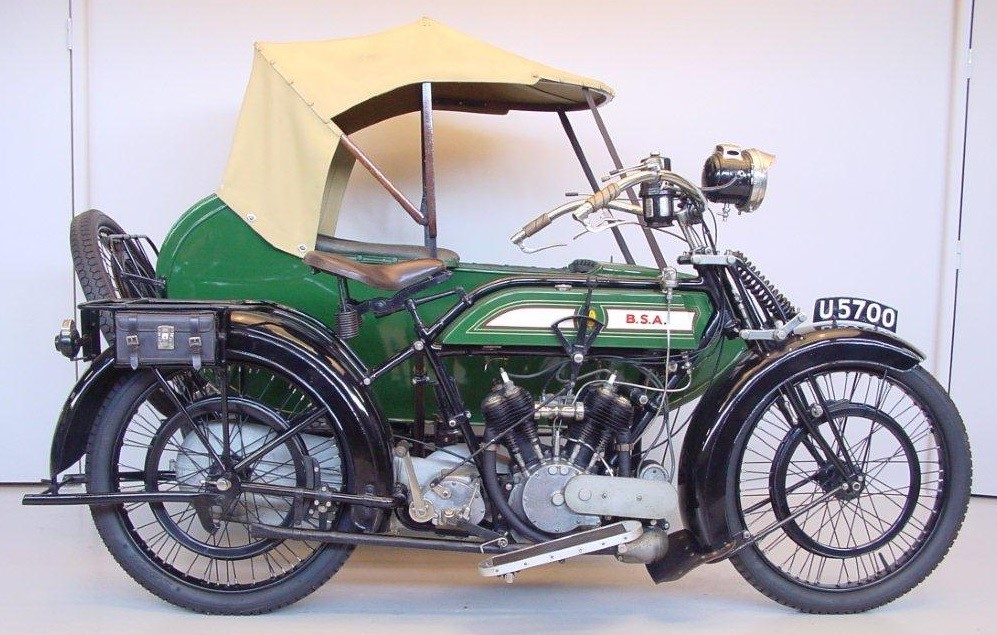
Alle wielen waren voorzien van poelies voor de dummy-velgremmen.
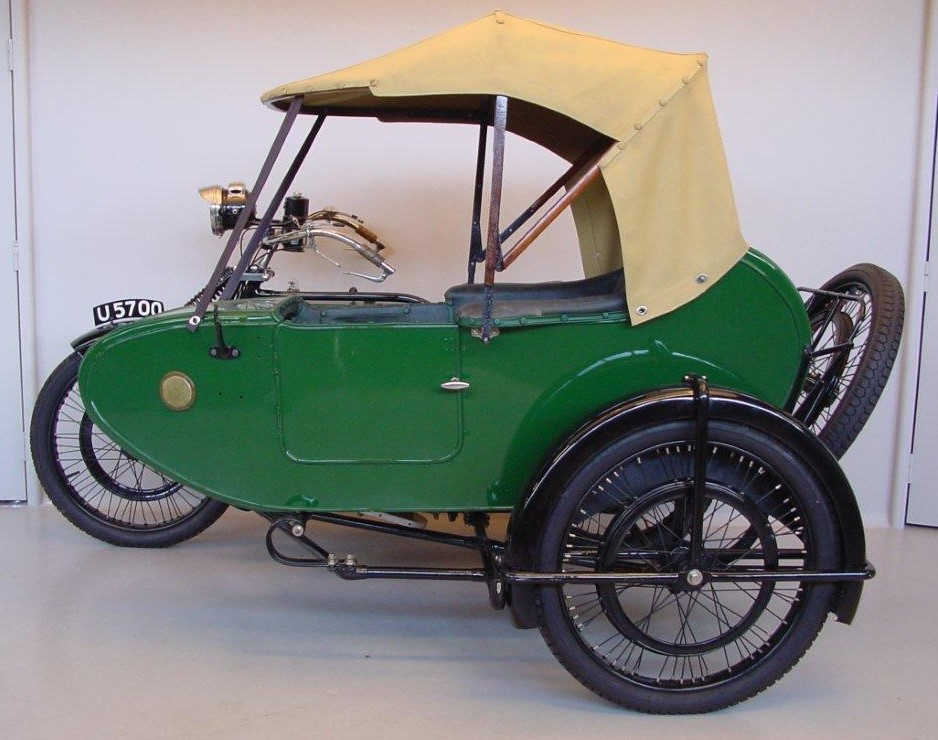
Ook het reservewiel en het onberemde zijspanwiel waren voorzien van rempoelies omdat ze uitwisselbaar waren met de motorfiets.

## Trivia

### Filmoptreden
Een BSA Model E uit 1919 werd door acteur Stuart Whitman bestuurd in de filmkomedie Those Magnificent Men in Their Flying Machines uit 1965. 

## Technische gegevens
| BSA Model              | E 6 HP                          | E 6 HP De Luxe                  | E De Luxe                                 | E Light                                   | E28                             | E28 De Luxe                     | E29                        | E29 De Luxe                     | E30-14                     | E31-11 2 Gallon            | E31-11 3 Gallon            |
| ---------------------- | ------------------------------- | ------------------------------- | ----------------------------------------- | ----------------------------------------- | ------------------------------- | ------------------------------- | -------------------------- | ------------------------------- | -------------------------- | -------------------------- | -------------------------- |
| Periode                | 1919-1924                       | 1923                            | 1925-1927                                 | 1925-1927                                 | 1928                            | 1928                            | 1929                       | 1929                            | 1930                       | 1931                       | 1931                       |
| Categorie              | Toermotor / zijspantrekker      | Toermotor / zijspantrekker      | Toermotor / zijspantrekker                | Toermotor / zijspantrekker                | Toermotor / zijspantrekker      | Toermotor / zijspantrekker      | Toermotor / zijspantrekker | Toermotor / zijspantrekker      | Toermotor / zijspantrekker | Toermotor / zijspantrekker | Toermotor / zijspantrekker |
| Motortype              | Zijklepmotor                    | Zijklepmotor                    | Zijklepmotor                              | Zijklepmotor                              | Zijklepmotor                    | Zijklepmotor                    | Zijklepmotor               | Zijklepmotor                    | Zijklepmotor               | Zijklepmotor               | Zijklepmotor               |
| Bouwwijze              | Dwarsgeplaatste 50º-V-twin      | Dwarsgeplaatste 50º-V-twin      | Dwarsgeplaatste 50º-V-twin                | Dwarsgeplaatste 50º-V-twin                | Dwarsgeplaatste 50º-V-twin      | Dwarsgeplaatste 50º-V-twin      | Dwarsgeplaatste 50º-V-twin | Dwarsgeplaatste 50º-V-twin      | Dwarsgeplaatste 50º-V-twin | Dwarsgeplaatste 50º-V-twin | Dwarsgeplaatste 50º-V-twin |
| boring                 | 76 mm                           | 76 mm                           | 76 mm                                     | 76 mm                                     | 76 mm                           | 76 mm                           | 76 mm                      | 76 mm                           | 76 mm                      | 76 mm                      | 76 mm                      |
| slag                   | 85 mm                           | 85 mm                           | 85 mm                                     | 85 mm                                     | 85 mm                           | 85 mm                           | 85 mm                      | 85 mm                           | 85 mm                      | 85 mm                      | 85 mm                      |
| Cilinderinhoud         | 771,2 cc                        | 771,2 cc                        | 771,2 cc                                  | 771,2 cc                                  | 771,2 cc                        | 771,2 cc                        | 771,2 cc                   | 771,2 cc                        | 771,2 cc                   | 771,2 cc                   | 771,2 cc                   |
| Carburateur            | Amac                            | Amac                            | Amac                                      | Amac                                      | Amac                            | Amac                            | Amal                       | Amal                            | Amal                       | Amal                       | Amal                       |
| Fiscaal vermogen       | 6 HP                            | 6 HP                            | 6 HP                                      | 6 HP                                      | 6 HP                            | 6 HP                            | 6 HP                       | 6 HP                            | 6 HP                       | 6 HP                       | 6 HP                       |
| Topsnelheid            | 89 km/h                         | 89 km/h                         | 89 km/h                                   | 89 km/h                                   | 89 km/h                         | 89 km/h                         | 89 km/h                    | 89 km/h                         | 89 km/h                    | 89 km/h                    | 89 km/h                    |
| Primaire aandrijving   | Ketting                         | Ketting                         | Ketting                                   | Ketting                                   | Ketting                         | Ketting                         | Ketting                    | Ketting                         | Ketting                    | Ketting                    | Ketting                    |
| Koppeling              | Meervoudige natte plaat         | Meervoudige natte plaat         | Meervoudige natte plaat                   | Meervoudige natte plaat                   | Meervoudige natte plaat         | Meervoudige natte plaat         | Meervoudige natte plaat    | Meervoudige natte plaat         | Meervoudige natte plaat    | Meervoudige natte plaat    | Meervoudige natte plaat    |
| Versnellingen          | 3                               | 3                               | 3                                         | 3                                         | 3                               | 3                               | 3                          | 3                               | 3                          | 3                          | 3                          |
| Secundaire aandrijving | Ketting                         | Ketting                         | Ketting                                   | Ketting                                   | Ketting                         | Ketting                         | Ketting                    | Ketting                         | Ketting                    | Ketting                    | Ketting                    |
| Rijwielgedeelte        | Open brugframe                  | Open brugframe                  | Open brugframe                            | Open brugframe                            | Open brugframe                  | Open brugframe                  | Open brugframe             | Open brugframe                  | Open brugframe             | Open brugframe             | Open brugframe             |
| Voorvork               | Girder-type BSA                 | Girder-type BSA                 | Girder-type BSA                           | Girder-type BSA                           | Girder-type BSA                 | Girder-type BSA                 | Girder-type BSA            | Girder-type BSA                 | Girder-type BSA            | Girder-type BSA            | Girder-type BSA            |
| Achtervork             | Star                            | Star                            | Star                                      | Star                                      | Star                            | Star                            | Star                       | Star                            | Star                       | Star                       | Star                       |
| Voorrem                | Dummy belt rim brake            | Dummy belt rim brake            | Dummy belt rim brake, in 1927: trommelrem | Dummy belt rim brake, in 1927: trommelrem | Trommelrem                      | Trommelrem                      | Trommelrem                 | Trommelrem                      | Trommelrem                 | Trommelrem                 | Trommelrem                 |
| Achterrem              | Dummy belt rim brake            | Dummy belt rim brake            | Dummy belt rim brake, in 1927: trommelrem | Dummy belt rim brake, in 1927: trommelrem | Trommelrem                      | Trommelrem                      | Trommelrem                 | Trommelrem                      | Trommelrem                 | Trommelrem                 | Trommelrem                 |
| Tankinhoud             | 9 liter benzine, 1,7 liter olie | 9 liter benzine, 1,7 liter olie | 9 liter benzine, 1,7 liter olie           | 9 liter benzine, 1,7 liter olie           | 9 liter benzine, 1,7 liter olie | 9 liter benzine, 1,7 liter olie | 9 liter benzine            | 9 liter benzine, 1,7 liter olie | 9 liter benzine            | 9 liter benzine            | 13,6 liter benzine         |